# 小行星8646
小行星8646（英語：8646）是一颗围绕太阳公转的小行星。1988年10月13日，上田清二、金田宏在钏路市发现了此天体。
这颗小行星的绝对星等为144.4932308796605等。